# Plastystaura
Plastystaura is een geslacht van vlinders van de familie tandvlinders (Notodontidae), uit de onderfamilie Notodontinae.

## Soorten
- P. glis Kiriakoff, 1968
- P. kiriakoffi Minet, 1982
- P. murina Kiriakoff, 1965